# ديفيد نولان (سياسي)
ديفيد نولان (بالإنجليزية: David Nolan) هو كاتب وسياسي أمريكي، ولد في 23 نوفمبر 1943 في واشنطن العاصمة في الولايات المتحدة، وتوفي في 21 نوفمبر 2010 في توسان في الولايات المتحدة بسبب سكتة. نشط حزبياً في الحزب الليبرتاري الأمريكي.